# Hans Åstrand
Karl Hans Vilhelm Åstrand, född 5 februari 1925 i Bredaryds församling, Jönköpings län, död 13 augusti 2022 i Hägerstens distrikt i Stockholm, var en svensk musikskribent, musikadministratör och läroverkslärare.
Åstrand avlade filosofie licentiatexamen vid Lunds universitet 1958 och blev lektor i romanska språk. Han var ordförande i Ars Nova i Malmö 1964–1971 och huvudredaktör för Sohlmans musiklexikon (andra upplagan 1972–1978) samt Kungliga Musikaliska Akademiens ständige sekreterare 1973–1990.
Åstrand var bror till Per-Olof Åstrand.

## Priser och utmärkelser
- 1970 – Ledamot nr 740 av Kungliga Musikaliska Akademien
- 1983 – Professors namn
- 1985 – Filosofie hedersdoktor vid Lunds universitet
- 2005 – Medaljen för tonkonstens främjande
- 2007 – Svenska Akademiens gustavianska stipendium